# Шкорпија (астролошки знак)
Шкорпион је осми по реду знак Зодијака. Спада у знакове негативног поларитета ("женске"). Његов елемент је вода а по квалитету спада у фиксне знаке, уз Водолију, Лава и Бика. По традиционалној астрологији његов владар је Марс, док је по новој Плутон, а Марс се узима као сувладар. Такође, Шкорпион се сматра природним владаром осме астролошке куће.
Планета егзалтирана у овом знаку је Уран, Месец је у паду а Венера у изгону. Егзалтација означава најбоље особине које планета исијава у оквиру једног знака. Тако Уран, планета наглих промена у Шкорпиону, знаку трансформације, даје револуционарни дух. Дејство ове планете се најјаче осећа на 11 степени Шкорпиона. Егзалтација Плутона још није тачно утврђена. По неким астролозима је у Близанцима, а по другима у Лаву. По прорачунима Персивела Ловела Плутон је откривен негде у августу 1930, кад је Сунце било у знаку Лава.